# Пристанище Лом
Пристанище Лом е от национално стратегическо значение като пресечна точка на двата Паневропейски коридора №4 и №7, определени от Европейския съюз за приоритетно развитие. Освен река Дунав, свързваща повечето Източно- и Западноевропейски държави, пристанището е отворено и за транзитни товари от Македония и Гърция.
Чрез канала Рейн-Майн-Дунав всички водни маршрути от Северно море достигат до Лом. Съществуващата железопътна мрежа, след съответна модернизация, свързва пристанище Лом с пристанище Солун – голям транспортен хъб на Средиземноморието.

## Пристанище
Разположено е на километър 742 – 743 на река Дунав и представлява многофункционално пристанище за обработка на насипни, генерални и други товари. Пристанището обхваща 5 кея и 13 корабни места. Първо, второ и трето се намират на река Дунав. Корабни места от четвърто до девето са разположени по западната страна на лимана. Южната страна включва едно корабно място (No. 10), а източната – три (11, 12 и 13).
1. Основните съоръжения за обработка на пристанището се състоят от 22 крана с товароподемност 10/20 или 5/10 тона; терминал, специално предназначен за насипни товари – при корабни места 11 и 12; навеси, складове (9468 m²) и открити складови площи (60 200 m²). Пристанището разполага също с паркови площи за автомобили и камиони, както и със странични жп линии. Портовият флот включва 1 влекач. Общата пристанищна площ обхваща 299 380 m², включително акватория от 88 000 m².
2. Капацитетът на пристанището при съществуващия режим на работа е както следва: кейова пропускателна способност – 3100 хил.т./год., а при влизане в експлоатация на 12-о и 13-о корабни места – до 4000 хил.т./год. Складовата пропускателна способност е около 5680 хил.т./год.
3. Пристанище Лом има пътни връзки с вътрешността на страната и електрифицирана жп линия към българската железопътна система. Лом е свързан посредством първокласен път през Монтана към международно шосе E 79.